# Gustavo Santaolalla
Gustavo Alfredo Santaolalla, född 19 augusti 1951 i provinsen Buenos Aires, är en argentinsk musiker och producent. Han vann en Oscar för bästa filmmusik två år i rad 2005 och 2006 för musiken till Brokeback Mountain och Babel.
Santaolalla har också komponerat musiken till filmerna 21 gram, Dagbok från en motorcykel  och Biutiful och tv-spelet The Last of Us.

## Filmografi (urval)
- 2000 – Amores Perros - Älskade hundar
- 2003 – 21 gram
- 2004 – Dagbok från en motorcykel
- 2005 – Brokeback Mountain
- 2006 – Babel
- 2010 – Biutiful
- 2011–2013 – Hell on Wheels (TV-serie)
- 2013 – The Last of Us (datorspel)
- 2013 – En familj – August: Osage County